# 18 (nombre)
« Dix-huit » redirige ici. Cet article concerne le nombre 18. Pour l'année, voir 18.
Le nombre 18 (dix-huit) est l'entier naturel qui suit 17 et qui précède 19.

## En mathématiques
Le nombre 18 est :
- un nombre composé (ses diviseurs stricts sont 1, 2, 3, 6 et 9) ;
- le 3e nombre heptagonal et le 3e nombre pyramidal pentagonal ;
- le 2e nombre à être brésilien deux fois avec 18 = 335 = 228 ;
- un nombre Harshad ;
- la différence des quatre premiers cubes parfaits {\displaystyle (3^{3}-2^{3}-1^{3}-0^{3}=18)} ;
- la somme des deux premières puissances de 2 d'exposant carré non nul {\displaystyle (2^{1^{2}}+2^{2^{2}}=18)}.

## Dans la société humaine: 18 ans
Dans beaucoup d'endroits du monde, 18 ans est l'âge minimum pour être autorisé à posséder un permis de conduire et/ou pouvoir acheter de l'alcool ou du tabac. C'est aussi l'âge du vote dans beaucoup de pays. Pendant la guerre du Viêt Nam, les jeunes des États-Unis pouvaient s'engager à un âge aussi bas que 18 ans, mais n'étaient pas autorisés à voter dans la plupart des états jusqu'à l'âge de 21 ans. Un mouvement revendiqua la baisse de l'âge de vote, et en 1971, le vingt-sixième amendement étendit l'âge de vote à quiconque ayant 18 ans ou plus dans tous les états. L'âge de vote a été abaissé de 21 ans à 18 ans au Royaume-Uni et dans beaucoup d'autres nations dans le même temps.
Dix-huit ans est aussi l'âge dans beaucoup de pays auquel une personne peut apparaître dans une vidéo pornographique (si la pornographie est légalisée) ou avoir des relations sexuelles avec une personne qui exerce une autorité : professeur, entraîneur, employeur, ou plus généralement un partenaire ayant lui-même plus de 18 ans.

## Dans le judaïsme
Dans la numérologie hébraïque, le mot pour la vie (en langue hébraïque « Chai » - חי), a pour somme 18. Par ce résultat, le nombre 18 est perçu comme chanceux. Les donations et les cadeaux monétaires sont donnés normalement en rapport avec 18.

## Dans d'autres domaines
Le nombre 18 est aussi :
- Le numéro atomique de l'argon, un gaz rare.
- le numéro de la sourate Al-Kahf dans le Coran.
- 18, le titre d'un album studio de Moby.
- Le nombre de trous dans un jeu de golf.
- La « 18-yard zone » est un terme d'argot anglo-saxon utilisé au football pour désigner la surface de réparation.
- Le nombre d'années de mariage des noces de turquoise.
- Le numéro d'appel téléphonique d'urgence des sapeurs-pompiers en France
- Années historiques : -18, 18, ou 1918.
- Le numéro du département français du Cher et de la province turque : Çankırı
- « 18 » peut signifier « Adolf Hitler » (A et H sont les premières et huitièmes lettres de l'alphabet). Les néo-nazis s'en servent parfois comme symbole, bien que « 88 » soit bien plus utilisé (pour "HH", initiales de "Heil Hitler", cri de ralliement nazi).
- Ligne 18
- l'Arcane de la Lune dans le tarot de Marseille ;
- Beechcraft 18, un avion.
- Le nombre 18 est la thématique centrale de la collection de livres "18 La Prophétie".
- le nombre de centres à contrôler pour gagner par « solo » au jeu Diplomatie[1].

## Note
1. ↑  Le nombre 18 a ainsi donné son nom à plusieurs communautés de joueurs de Diplomatie : 18centres ou ledixhuitiemecentre.